# Charef
Charef (em árabe: الشارف) é uma cidade e comuna localizada na província de Djelfa, Argélia. De acordo com o  censo de 2008, a população total da cidade era de 24 028 habitantes.